# 茨納河 (姆斯季諾湖流域)

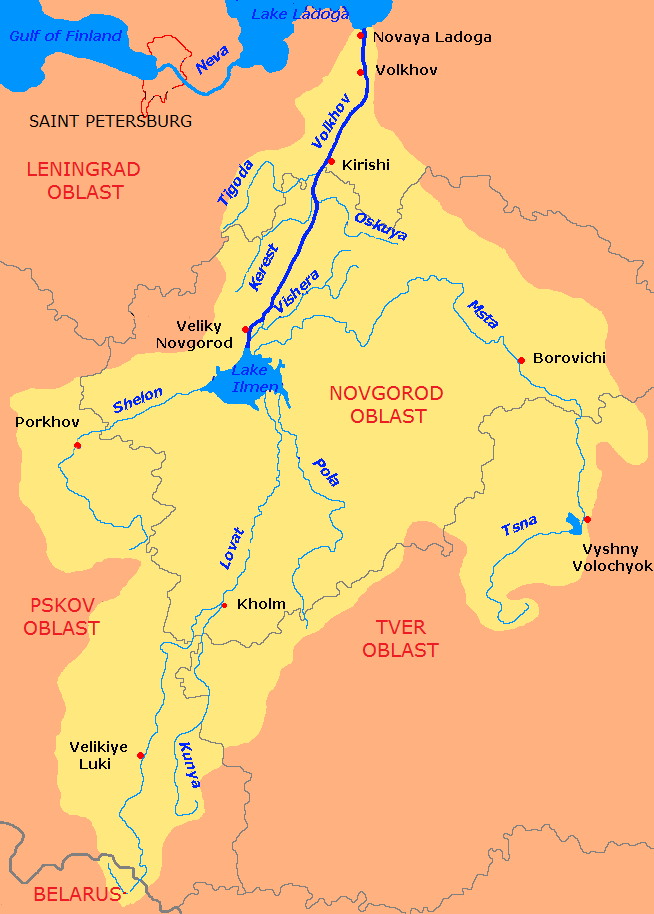
沃爾霍夫河流域

茨納河是俄羅斯的河流，由特維爾州負責管轄，河道全長160公里，流域面積約4,140平方公里，發源自瓦爾代高地，在上沃洛喬克流入姆斯季诺湖。河水主要來自融雪，每年十一月至翌年四月結冰。河畔城鎮有上沃洛喬克，其他类型聚居地有伟大十月镇。